# Guido Germano Pettarin
Guido Germano Pettarin (Palmanova, 11 agosto 1958) è un politico italiano.

## Biografia
Alle elezioni politiche del 2018 è eletto deputato di Forza Italia. Membro dal 2018 della XIV Commissione politiche dell’Unione Europea. Dal 2019 membro della Commissione parlamentare di inchiesta sulla morte di Giulio Regeni.
Il 27 maggio 2021 aderisce a Coraggio Italia, il nuovo partito fondato dal sindaco di Venezia Luigi Brugnaro insieme al presidente della Liguria Giovanni Toti e a numerosi parlamentari di diversa provenienza (M5S, Forza Italia, Cambiamo!-Popolo Protagonista, Lega e Centro Democratico). Pettarin diventa tesoriere del gruppo alla Camera e dal 18 novembre è coordinatore del partito in Friuli.
Il 23 giugno 2022 abbandona Coraggio Italia e, insieme ad altri sei ex membri del partito, aderisce all'associazione "Vinciamo Italia" costituita da Marco Marin con cui il 28 giugno formano la componente "Vinciamo Italia - Italia al Centro con Toti". Tuttavia decide di non ricandidarsi alle elezioni anticipate del 25 settembre.